# Watsonia (Zeitschrift)
Die Watsonia ist eine botanische Fachzeitschrift für die Forschung zur einheimischen Flora der Britischen Inseln. Die Zeitschrift ist nach dem englischen Naturforscher William Watson (1715–1787) benannt. Sie wird seit 1949 von der 1836 gegründeten Botanical Society of the British Isles herausgegeben.
Die Watsonia stellt ihre historischen Artikel („excluding notes, Plant Records and Obituaries“) online digitalisiert als PDF-Dokumente zur Verfügung. Neue Heftausgaben werden etwa ein Jahr nach Erscheinen online zur Verfügung gestellt.